# Hermann Kusmanek von Burgneustädten

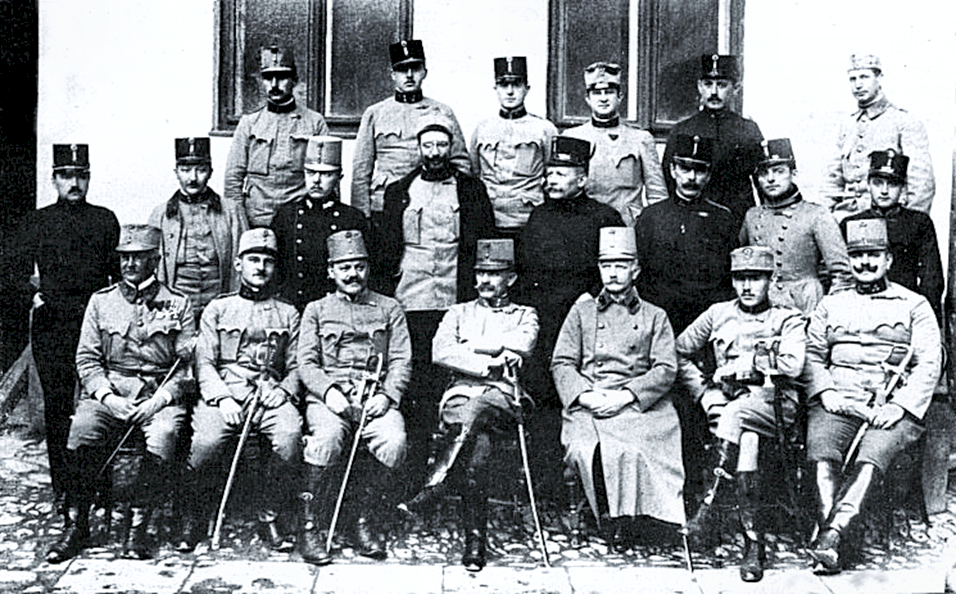
Hermann Kusmanek wraz ze sztabem Twierdzy Przemyśl

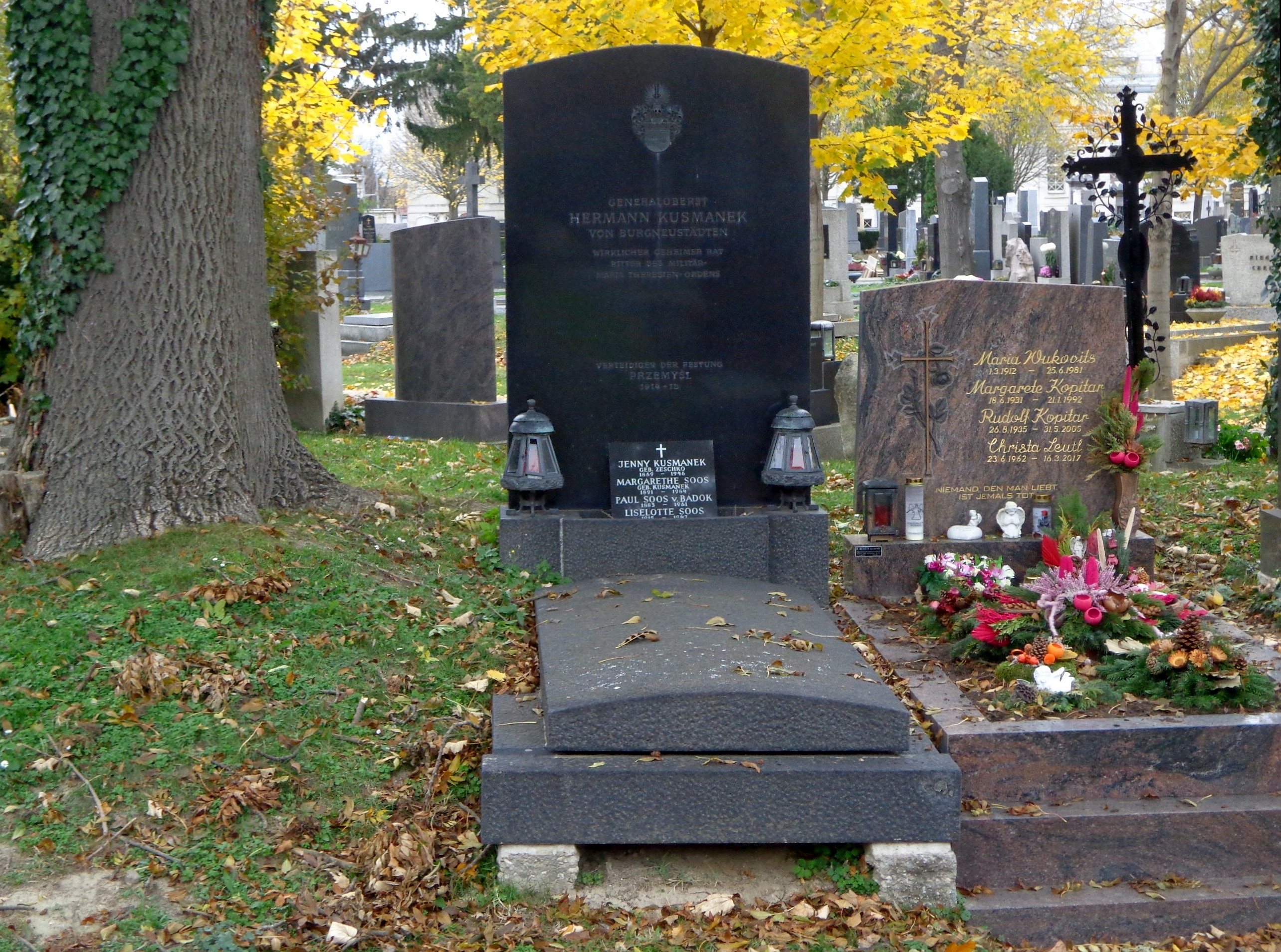
Grób Kusmanka na Cmentarzu Centralnym w Wiedniu

Hermann Kusmanek von Burgneustädten (ur. 16 września 1860 w Hermannstadt, zm. 7 sierpnia 1934 w Wiedniu) – generał pułkownik cesarskiej i królewskiej Armii, w czasie I wojny światowej komendant Twierdzy Przemyśl.

## Życiorys
Był synem urzędnika policji. W wieku 19 lat wstąpił do Terezjańskiej Akademii Wojskowej w Wiener Neustadt, po ukończeniu której otrzymał przydział do 63 pułku piechoty. Szybko przeszedł karierę oficera sztabu generalnego i w stopniu pułkownika przez 6 lat był szefem kancelarii w c. i k. Ministerstwie Wojny Rzeszy. W 1908 został wyznaczony na stanowisko komendanta 65 Brygady Piechoty w Győr. W 1910 został przeniesiony na stanowisko komendanta 3 Dywizji Piechoty w Linzu, a w następnym roku na stanowisko komendanta 28 Dywizji Piechoty w Lublanie. W 1913 został obdarzony szlachectwem.
W maju 1913 został mianowany komendantem Twierdzy Przemyśl. Mieszkał w willi przy ul. Dworskiego 37. Po zakończeniu pierwszego oblężenia Twierdzy, 4 listopada 1914 otrzymał nominację na stopień generała piechoty.
Po upadku Twierdzy Przemyśl po II oblężeniu Twierdzy od 23 marca 1915 do lutego 1918 przebywał w niewoli rosyjskiej. 1 marca 1918, podczas pobytu w niewoli, został mianowany z dniem 15 maja 1917 na stopień generała pułkownika. Z dniem 1 grudnia 1918 został przeniesiony w stan spoczynku.
Po powrocie z niewoli został oskarżony o zdradę i postawiony przed sądem wojennym. Zarzutem było to, że generał zdecydował się na poddanie Twierdzy Przemyśl Rosjanom. Jednak uniewinniono go po utajnionej rozprawie, bo nie zdołano udowodnić mu winy.
Został pochowany na Cmentarzu Centralnym w Wiedniu.

## Przebieg służby
- 1879–1888 służba liniowa
- 1888–1893 sztab generalny
- 1893–1894 służba liniowa
- 1894–1897 sztab generalny
- 1897–1898 komendant 3. batalionu 63 Węgierskiego Pułku Piechoty
- 1898–1899 Biuro Prezydialne c. i k. Ministerstwa Wojny Rzeszy (Präsidialbüro Reichskriegsministerium)
- 1899–1900 Sztab Generalny
- 1900–1908 szef Biura Prezydialnego c. i k. Ministerstwa Wojny Rzeszy (Präsidialbüro Reichskriegsministerium)
- 1908–1910 – komendant 65 Brygady Piechoty
- 1910–1911 komendant 3 Dywizji Piechoty
- 1911–1913 komendant 28 Dywizji Piechoty
- 1913–1915 komendant Twierdzy Przemyśl (Festung Przemysl)
- 1915–1918 w niewoli rosyjskiej

## Awanse
- 18.08.1879 podporucznik (niem. Leutnant)[4]
- 01.11.1884 porucznik (niem. Oberleutnant)
- 01.05.1888 kapitan (niem. Hauptmann 1. Kl.)
- 01.11.1894 major (niem. Major)
- 01.05.1897 podpułkownik (niem. Oberstleutnant)
- 01.11.1900 pułkownik (niem. Oberst)
- 01.11.1906 generał major (niem. Generalmajor)
- 08.11.1910 marszałek polny porucznik (niem. Feldmarschalleutnant)
- 04.11.1914 generał piechoty (niem. General der Infanterie)
- 01.03.1918 generał pułkownik (niem. Generaloberst)

## Ordery i odznaczenia
- Order Marii Teresy nadany 10 marca 1921
- Krzyż Wielki Orderu Cesarza Leopolda nadany 16 marca 1918
- Order Korony Żelaznej 1 Klasy nadany 18 lutego 1918
- Krzyż Żelazny 1 klasy[5]
- Order Świętej Anny 1 Klasy[6].
- Order Lwa i Słońca 2 Klasy nadany w 1910
- Signum Laudis
- Krzyż Mariański